# Limnophila dorsolineata
Limnophila dorsolineata är en tvåvingeart som beskrevs av Alexander 1930. Limnophila dorsolineata ingår i släktet Limnophila och familjen småharkrankar.
Artens utbredningsområde är Taiwan. Inga underarter finns listade i Catalogue of Life.